# Ujan Mas (Sungai Are)
Ujan Mas is een bestuurslaag in het regentschap Ogan Komering Ulu Selatan van de provincie Zuid-Sumatra, Indonesië. Ujan Mas telt 1901 inwoners (volkstelling 2010).